# فالتر كول
فالتر كول (بالألمانية: Walter Kohl)‏ هو اقتصادي وكاتب ورائد أعمال ألماني، ولد في 16 يوليو 1963.